# Константинов, Антон Сидорович
Антон Сидорович Константинов (17 августа 1923, с. Владимировка, Тираспольский район, Одесский округ, Украинская ССР, СССР — 25 января 2015, Кишинёв, Молдавия) — советский молдавский государственный деятель, министр культуры Молдавии (1973—1987). Заслуженный работник культуры Молдавии. Автор книг и статей по экономике и культуре.

## Биография
Родился в крестьянской семье. В настоящее время это село находится на территории непризнанной Приднестровской республики. В 1939 году поступает в Харьковском культурно-просветительный техникум, но спустя два года уходит на фронт.

### Участие в Великой Отечественной войне[2]
В июле 1941 г. обратился в Ростовский военкомат с просьбой отправить на фронт добровольцем. Начал служить сапёром на Южном фронте, позже стал курсантом учебно-комендантской роты. Направлен в Московское военно-инженерное училище (п. Болшево, Московская область). В августе 1942 года, в звании младшего лейтенанта командует взводом минных заграждений и особой техники 3-й роты, 152-го батальона, 16-й отдельной инженерной бригады спецназначения. Участвовал в Сталинградской битве, минировал направления танковых ударов. Был награждён медалью «За отвагу». После ранения, 19 января 1943 года служил командиром взвода во 2-й инженерной бригаде, в мае 1943 года оказался на разминировании Сталинграда. Конец войны встретил в Каунасе, в августе 1945 года был демобилизован в звании подполковника.

### Политическая карьера
После окончания войны возвращается в Молдавию, работает в органах культпросвета Кишинёва. Занимал пост первого секретаря Кишиневского комитета[какого?], далее — первого секретаря Центрального комитета ЛКСМ Молдавской ССР. В 1960 году окончил высшую партийную школу при ЦК Компартии Молдавии.
В 1973-1987 годах — министр культуры Молдавии. При его поддержке в Кишинёве был построен театр, отремонтирован Органный зал, открыт музей Пушкина, возрождена Сорокская крепость.
С 1987 года на пенсии, в 1987 по 1991 год был членом Молдавского Совета ветеранов войны и труда.

## Награды и звания
Награждён тремя орденами Трудового Красного Знамени, орденом Отечественной войны, двумя орденами «Знак Почета», медалью «За отвагу».